# 澳門巴士39路線
澳門巴士39路線是由新福利經營，往返新口岸／科英布拉街和湖畔大廈的巴士路線。

## 簡介及歷史
- 2012年11月25日，配合湖畔大廈即將入伙，交通事務局計劃增設連接湖畔大廈至亞馬喇前地的路線。[1]

- 2012年12月18日，本線開設，由新福利營運，服務時間為07:00-23:30，班距15分鐘。而原39路線則恢復無路線編號。[2]

- 2013年1月23日，調整服務時間為07:00-09:00、17:00-20:00，班距15分鐘，用車由大巴調整為小巴。[3]

- 2013年6月8日，新增停靠「徐日昇寅公馬路」、「聚龍明珠／榮苑」站。[4]

- 2016年1月16日，調整服務時間為06:00-00:00，尖峰時段班距10-12分鐘，離峰時段班距12分鐘，用車由小巴調整為大巴。[5]

- 2016年4月30日，新增停靠“宋玉生博士圓形地”、“史伯泰／盧廉若”、“史伯泰／麗景灣”、“氹仔大中華廣場”、“泉亮花園”站。 [6]

- 2016年9月24日，「孫逸仙馬路／三家村」站與「泉亮花園」站合併，並分別命名為「泉亮花園」和「泉裕豪庭」，改停靠「泉裕豪庭」站，以及新增停靠「日昇樓」站。[7][8]

- 2016年11月9日，調整本線服務時間為06:00-00:00，週一至週六06:00-10:00、15:00-20:00之班距為10-12分鐘，10:00-15:00、20:00-00:00之班距為20分鐘，週日及公眾假期之班距為20分鐘，並改以「亞馬喇前地」站為總站。[9]

- 2020年2月10日起，受新型肺炎疫情影響，客量減少，本線原計劃轉用小巴行駛，[10]但新福利最後決定原繼續使用原有車型行駛。[11]

- 2020年4月18日起，總站由「亞馬喇前地」站延伸至「新口岸／科英布拉街」站。

- 2022年7月11日至17日，因實施「全澳相對靜止管理」措施，本線暫停營運。[12]

- 2022年7月18日至22日，因宣佈延長“相對靜止管理”措施，本線維持上述措施。[13]

- 2022年7月23日起，因“相對靜止管理”結束，本線恢復營運。[14]

- 2022年12月3日起，新增停靠“仙德麗街”站。[15][16][17]

- 2024年4月7日，取消停靠“氹仔大中華廣場”站，新增停靠“氹仔中央公園／哥英布拉街”站。[18]

### 往氹仔方向

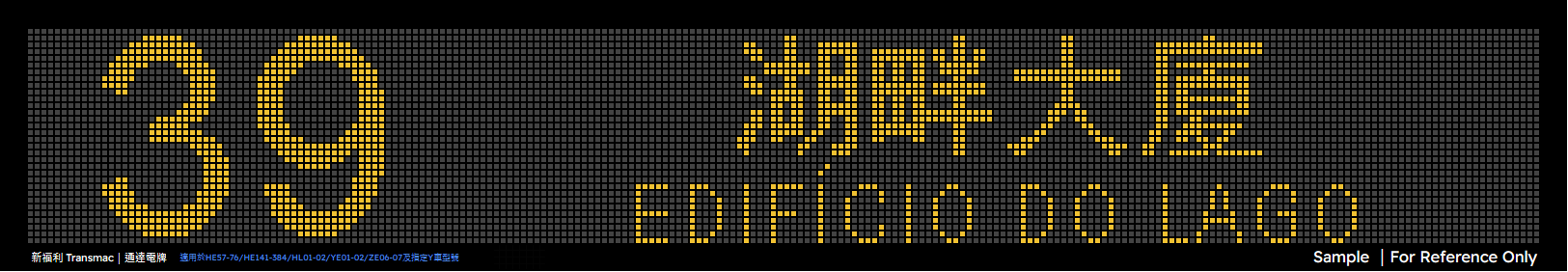

## 使用車輛
- 蘇州金龍KLQ6930GE3
- 蘇州金龍KLQ6101GE3
- 三菱Rosa
- 蘇州金龍KLQ6108GQ28E4
- 蘇州金龍KLQ6129GQE4
- 蘇州金龍KLQ6960GQE5
- 蘇州金龍KLQ6106GHEV

## 電牌

### 往澳門方向
- 2020年4月18日前，中文頭牌顯示為：亞馬喇前地
- 2020年4月18日至5月5日，中文頭牌顯示為：皇朝
- 2020年5月6日後，中文頭牌更改為：新口岸／科英布拉街

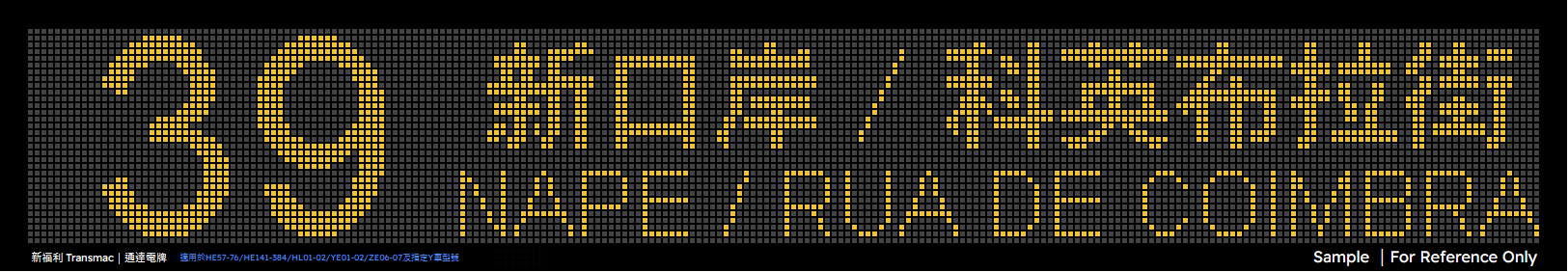

## 路線資料

### 收費
| 收費類別     | 收費類別                      | 收費類別             | 費用 |
| ------------ | ----------------------------- | -------------------- | ---- |
| 現金         | 現金                          | 現金                 | $6.0 |
| 境外支付工具 | 支付寶（內地及香港）          | 支付寶（內地及香港） | $6.0 |
| 境外支付工具 | 雲閃付 非綁定澳門銀聯卡       |                      | $6.0 |
| 境外支付工具 | 微信支付（內地及香港）        |                      | $6.0 |
| 境外支付工具 | 交通聯合 非澳門發行的全國通卡 |                      | $6.0 |
| 境內支付工具 | 澳門通                        | 全民卡               | $3.0 |
| 境內支付工具 | 澳門通                        | 學生卡               | $1.5 |
| 境內支付工具 | 澳門通                        | 長者卡               | 免費 |
| 境內支付工具 | 澳門通                        | 殘疾卡               | 免費 |
| 境內支付工具 | 聚易用＋                      | 聚易用＋             | $3.0 |

### 服務時間及班距
| 服務時間                      | 服務時間           | 星期一至六  | 星期日 （含公眾假期） |
| ----------------------------- | ------------------ | ----------- | --------------------- |
| 新口岸／科英布拉街            | 新口岸／科英布拉街 | 06:00-00:00 | 06:00-00:00           |
| 班距                          | 尖峰               | 10-12分鐘   | 12-20分鐘             |
| 班距                          | 離峰               | 12-25分鐘   | 12-20分鐘             |
| 懸掛8號風球後30分鐘開出尾班車 |                    |             |                       |

### 路線停站
| 39   | 新口岸／科英布拉街 ↺ 湖畔大廈 | 新口岸／科英布拉街 ↺ 湖畔大廈 |
| 序號 | 循環線                        | 循環線                        |
| 序號 | 站號                          | 站名                          |
| ---- | ----------------------------- | ----------------------------- |
| 1    | M252                          | 新口岸／科英布拉街            |
| 2    | M263                          | 仙德麗街                      |
| 3    | M172/10                       | 亞馬喇前地                    |
| 4    | T403                          | 史伯泰／麗景灣                |
| 5    | T413                          | 氹仔中央公園／哥英布拉街      |
| 6    | T310/2                        | 泉裕豪庭                      |
| 7    | T408/10                       | 湖畔大廈                      |
| 8    | T341                          | 聖公會中學                    |
| 9    | T432/2                        | 日昇樓                        |
| 10   | T428                          | 聚龍明珠／榮苑                |
| 11   | T307                          | 宋玉生博士圓形地              |
| 12   | T300                          | 史伯泰／盧廉若                |
| 13   | M172/16                       | 亞馬喇前地                    |
| 14   | M262                          | 城市日大馬路／波爾圖街        |
| 15   | M252                          | 新口岸／科英布拉街            |

## 客量
- 開線至2013年一月上旬客流平均每日約60人，即每班約0.9人乘搭，平均載客率為0.014%[3]
- 由於本線沿線與大量路線重疊，故本線基本上在尖峰時段客量較多外，客量可以慘淡來形容。新福利更一度安排小巴行駛本線。直至本線調整為亞馬喇前地為總站及日昇樓入伙後，客量才有所改善。新福利亦把本線提升至全日服務及安排中巴車型行駛，以舒緩頂閘的壓力。
- 根據2020年公報，本線在2019年度尖峰時段共開出28,765班次，乘車人次為900,100人次，平均每班接載31.3人次。

## 重大事故
- 2024年9月20日下午，一輛行走本線的蘇州金龍KLQ6106GHEV巴士，即將進入“亞馬喇前地”站時，懷疑在斑馬線撞傷一名正在橫過馬路的38歲的印尼籍女性外地僱員，傷者左右腳背裂傷，送院期間神志清醒，情況穩定。據警方初步調查，懷疑巴士司機未留意有人使用斑馬線撞及對方，肇事40多歲本地男司機通過酒精呼氣測試，事件有待跟進。[19]

## 外部連結
- 澳門新福利公共汽車有限公司（官方網站） （页面存档备份，存于）